# Alkanna dumanii
Alkanna dumanii är en strävbladig växtart som beskrevs av H. Sümbül. Alkanna dumanii ingår i släktet Alkanna och familjen strävbladiga växter. Inga underarter finns listade i Catalogue of Life.